# El disco de tu corazón
El disco de tu corazón es el tercer álbum de estudio de la banda argentina Miranda!, lanzado el 1 de mayo del 2007 por la discografía Pelo Music. Producido por Cachorro López y escrito por Alejandro Sergi. Contando con las colaboraciones de Julieta Venegas y Fangoria.
Ese mismo año Pelo Music relanzó el disco como un álbum de dos CDs bajo el nombre El disco de tu corazón + vivo, que contenía el disco de estudio original más otro con las canciones en vivo grabadas durante la presentación del disco en el Gran Rex, en el cual también incluyeron remixes de las canciones «Prisionero» (por Gabriel Lucena) y «Perfecta» (por Sonidero Nacional), más la versión de «Perfecta» (Juliana Gattas versión). Para la presentación en vivo de este disco, la banda siguió acompañada con la presencia de Yoku en los teclados, además de ser el encargado de las programaciones, ya que unos meses antes Bruno de Vincenti se desvinculó del grupo y decidieron no reemplazarlo por nadie.

## Composición y producción
En medio del proceso de producción del álbum el quinto integrante de la banda Bruno de Vicenti decidió dejar el grupo pero participando en dos canciones las cuales son «Nada Es Igual» y «Amanece Junto a Mi», Lo que llevó a Alejandro Sergi tener el rol de la composición del álbum. Así junto a toda la banda y Cachorro López pasaron a realizar el disco.

## Lista de canciones
| El Disco de Tu Corazón (Versión Estándar) |                                  |          |  |
| N.º                                       | Título                           | Duración |  |
| 1.                                        | «Prisionero»                     | 3:27     |  |
| 2.                                        | «Hola»                           | 3:05     |  |
| 3.                                        | «Perfecta» (con Julieta Venegas) | 3:45     |  |
| 4.                                        | «Enamorada»                      | 3:13     |  |
| 5.                                        | «Nada es igual»                  | 3:29     |  |
| 6.                                        | «Déjame»                         | 3:06     |  |
| 7.                                        | «Amanece junto a mí»             | 3:07     |  |
| 8.                                        | «Hasta hoy»                      | 3:21     |  |
| 9.                                        | «Vete de aquí» (con Fangoria)    | 3:11     |  |
| 10.                                       | «No me celes»                    | 3:16     |  |
| 11.                                       | «Te atreviste y me morí»         | 3:25     |  |
| 12.                                       | «Voces»                          | 2:40     |  |
| 39:10                                     |                                  |          |  |

| Versión Española |                                          |          |  |
| N.º              | Título                                   | Duración |  |
| 13.              | «Perfecta»                               | 3:46     |  |
| 14.              | «Prisionero» (Gabriel Lucena Rmx Reggae) | 4:15     |  |
| 15.              | «Prisionero» (Gabriel Lucena Rmx Trance) | 4:26     |  |
| 16.              | «Prisionero» (videoclip)                 | 3:13     |  |
| 17.              | «Perfecta» (videoclip)                   | 3:29     |  |

Notas
- Todas las canciones fueron compuestas por Alejandro Sergi.
- Todas las canciones fueron producidas por Cachorro López.

## Créditos
Créditos adaptados de las notas del álbum.
Músicos
| - Ale Sergi – voz, programación, guitarras - Juliana Gattas – voz - Julieta Venegas – voz (3) - Olvido Gara – voz (9) - Lolo Fuentes – guitarras - Monoto – bajo, mandolina - Sebastián Schon – ingeniero en grabación, programación adicional, arreglo de cuerdas (8) | - Demian Nava – ingeniero en grabación, programación adicional (1, 7) - Bruno de Vicenti – programación adicional (5, 7) - Cachorro López – Bajo (3), arreglo de cuerdas (8) - Siatoslav Poloudine – chelo (8) - Ernesto Snajer – guitarra acústica (12) - Nacho Canut – teclado (9) |

Técnico
| - César Sogbe – Mezclado | - José Blanco – Másterizado |

Recursos
| - Kito Rojas – vestuario - Javier Irala Cano – vestuario - Ivana Zambelli – maquillaje | - Marcelo Setton – fotos - Silvia Canosa – asistencia de diseño - Alejandro Ros – diseño |

## Premios y nominaciones
| Año  | Organización           | Premio                            | Resultado | Ref.  |
| ---- | ---------------------- | --------------------------------- | --------- | ----- |
| 2007 | Premios Grammy Latinos | Mejor Álbum Vocal Pop Dúo o Grupo | Nominado  | [ 5 ] |
| 2008 | Premios Carlos Gardel  | Mejor Álbum Grupo Pop             | Nominado  | [ 6 ] |

## Posicionamiento en listas

### Listas semanales
| Lista (2007)       | Mejor posición |
| ------------------ | -------------- |
| Argentina (CAPIF)  | 1              |
| México (AMOPROFON) | 29             |